# A BVSC-Zugló FC 1998–1999-es szezonja
A BVSC - Zugló FC 1998–1999-es szezonja nem sikerült túl fényesen a csapatnak, mert kiestek az 
NB I-ből, ami jelentős visszaesés az előző két szezontól, bár lehetett látni a folyamatos visszaesést. Amíg 1995–1996-ban még bajnoki második helyen végeztek, amit mondhatunk meglepetésnek, addig 1996–1997-es szezonban már a 6. helyen zártak, és az előző szezon-ban már csak a 10.-ek voltak. Tehát a fokozatos leszakadás a kieséshez vezetett.
| BVSC-Zugló FC                                      | BVSC-Zugló FC                                                                         |
| -------------------------------------------------- | ------------------------------------------------------------------------------------- |
|                                                    |                                                                                       |
| Vezetőedző                                         | Sándor István (1-17. fordulóban) Tajti József (18-34. fordulóban)                     |
| Bajnoki helyezés                                   | 17.                                                                                   |
| Magyar kupa                                        | 32 közé jutott                                                                        |
| Gólkirályok                                        | Bajnokság: Détári Lajos (8) Összesen: Aubel Zsolt (17)                                |
| Legmagasabb hazai nézőszám                         | 6, 000 vs Újpest FC (1998. augusztus 1.)                                              |
| Legalacsonyabb hazai nézőszám                      | 250 vs Gázszer FC (1999. május 29.)                                                   |
| Legnagyobb hazai győzelem                          | 3–0 vs Kispest-Honvéd FC (1999. május 5.) 3–0 vs III. Kerület FC-AT (1999. május 16.) |
| {\displaystyle \leftarrow } Előző szezon 1997–1998 | Következő szezon {\displaystyle \rightarrow } 1999–2000                               |
| Frissítve: 2009. február 4.                        |                                                                                       |

## Események
- 1998. július 9. - Sándor István vezetésével Akasztóra költözött a csapat, ahol július 17-ig edzőtáborozáson vett részt.
- 1998. július 14. - A Ferencvárosnak kölcsönadott Potemkin Károly nem tért vissza a Szőnyi útra.
- 1998. augusztus 19. - Emléktornát rendezett a klub öregfiúk csapata Tóth István, a BVSC Budapest elhunyt elnöke tiszteletére.
- 1998. szeptember 10. - A nehéz helyzetbe lévő klub tárgyalásokat kezdeményezett egy francia-luxemburgi multinacionális céggel, amely több milliárdos befektetéssel, szórakoztató- és bevásárlóközpontot építene a BVSC Budapest sporttelepének egy részén.
- 1998. szeptember 13. - A rossz szereplés ellenére sem kívánja felmenteni tisztségéből Sándor István edzőt a klub vezetése - jelentette ki Ádám József klubigazgató.
- 1998. szeptember 30. - Ádám József felvette a kapcsolatot a munka nélküli Verebes Józseffel: a mesteredző lehet a távozni készülő Sándor István utóda.
- 1998. október 1. - a klub vezetői feljelentették a Ferencvárost, mert a zöld-fehérek nem fizették ki Bükszegi Zoltán és Füzi Ákos vételárának utolsó részletét.
- 1998. október 12. - Eltemették Doktor Istvánt, a Vasas, majd a BVSC Budapest egykori technikai vezetőjét.
- 1998. október 20. - Détári Lajos, a hatvanegyszeres válogatott labdarúgó megegyezett Ádám József klubigazgatóval, melynek értelmében hat bajnoki és egy kupameccsen szerepel a csapatban.
- 1998. október 21. - Détári Lajos bekapcsolódott a csapat edzésmunkájába.
- 1998. október 28. - Kovács Attila, az MLSZ elnöke váratlanul felfüggesztette Détári Lajos játékjogát.
- 1998. november 2. - Olekszandr Bondarenko és Viktor Brovcsenko részegen jelent meg a Vasas - Győri ETO FC junior mérkőzésén a Fáy utcában.
- 1998. november 4. - 1 250 000 forintra büntette a klub igazgató az italozó ukrán légiósokat.
- 1998. november 5. - Berzi Sándor, az MLSZ főtitkára megerősítette: Détári Lajos akkor kapja vissza játékengedélyét, ha az osztrák hatóságok igazolják, hogy amatőrként szerepelt a VSE St. Pöltenben.
- 1998. november 6. - Az osztrák labdarúgó-szövetség értesítette a klubot, hogy Détári Lajos professzionista labdarúgóként futballozott Ausztriában.
- 1998. november 8. - Bár eldőlt, hogy Détári Lajos az őszi szezonban már nem játszhat a csapatban, ennek ellenére a Szőnyi úton maradt.
- 1998. november 18. - Befejezte vizsgálatát az OTSH a Détári-ügyben, s megállapította, hogy nem követett el jogsértést az MLSZ; a játékos ősszel már nem léphet pályára.
- 1998. december 8. - A békásmegyeri urnatemetőben kísérték utolsó útjára Pollák Ervint, az 50 éves korában elhunyt szakosztályvezetőt.
- 1998. december 12. - Begipszelték Pomper Tibor lábát: a védő a Nyíregyháza Spartacus elleni teremlabdarúgó-mérkőzésen sérült meg.
- 1998. december 22. - A klub vezetősége nem titkolja, a gyenge őszi bajnoki szereplés miatt meneszteni kívánja Sándor István vezetőedzőt.
- 1999. január 3. - Ádám József klubigazgató szerződést kötött Dragan Sekulical. A szerb szakember július végéig irányítja a labdarúgócsapatot.
- 1999. január 4. - Módosítani kívánják a játékosok szerződéseit, jelentette be Ádám József klubigazgató.
- 1999. január 8. - A Klub vezetése újra felvette a kapcsolatot Détári Lajos egykori klubjával, a VSE St. Pöltennel.
- 1999. január 17. - Alekszandr Bondarenko is elfogadta a klub új szerződésajánlatát és továbbra is a Szőnyi úton marad.
- 1999. január 25. - A klub közgyűlésén Hipszki Mihályt, a BVSC Budapest ügyvezető elnökét választották meg a labdarúgócsapatot működtető kft. ügyvezető igazgatójának.
- 1999. február 9. - Détári Lajos edzésre jelentkezett az együttesnél.
- 1999. február 10. - Hipszki Mihály klubelnök szerződést bontott Dragan Sekulic edzővel, majd Tajti Józsefet bízta meg a csapat felkészítésével.
- 1999. február 16. - Détári Lajos július 30-ig szóló szerződést kötött a klubbal.
- 1999. február 20. - Kiss István és László Csaba a Videoton FC Fehérvár csapatához igazolt.
- 1999. február 22. - Bérczy Balázs és Forrai Attila a Szőnyi útra szerződött.
- 1999. április 12. - Potemkin Károly ismeretlen okok miatt nem jelent meg a csapat edzésén, s a játékos keresésére indított expedíció sem járt sikerrel.
- 1999. május 1. - A vezetők szerződést bontottak Potemkin Károllyal.
- 1999. május 21. - A Sportkórházban megműtötték Rósa Dénest és Cătălin Anghelt.
- 1999. június 16. - A Diósgyőrtől hazai pályán elszenvedett vereség után (3–1) eldőlt, hogy a csapatnak búcsúznia kell az élvonaltól.
- 1999. június 22. - Jogtalanul szerepelt Forrai Attila a Diósgyőri VTK elleni mérkőzésen, ezért az MLSZ fegyelmi bizottsága egy pontot levont a PNB-től búcsúzó együttestől.

## Mérkőzések

### Professzionális Nemzeti Bajnokság
PNB, 1. forduló
| 1998. szeptember 8. | Debreceni VSC-Epona                    | 3 – 1   | BVSC-Zugló FC                              | Oláh Gábor úti Stadion Nézőszám: 3, 500 Játékvezető: Puhl (magyar) |
| 1998. szeptember 8. | Kiss Z. 51' Ilea 70' Böőr 82' Vadicska | (0 – 0) | Kiss I. 88' Pomper Vincze Z. 90′ Brovcenko | Oláh Gábor úti Stadion Nézőszám: 3, 500 Játékvezető: Puhl (magyar) |

Debreceni VSC-Epona: Fekete R. - Stupar (Ilea 46.), Goian, Pető Z. - Sándor Cs., Vadicska - Dombi, Bagoly (Böőr 21.), Szatmári - Kiss Z. (Madar T. 72.), Csehi Z. Edző: Herczeg András.
BVSC-Zugló FC: Koszta - Szakos, Bondarenko, Pomper, Vincze Z. - Füzi K. (Polonkai 54.), Molnár Z., Resko - Brovcenko, Usvat (Kiss I. 57.) - Anghel (Prokob 78.). Edző: Sándor István.
PNB, 2. forduló
| 1998. augusztus 1. | BVSC-Zugló FC           | 0 – 3   | Újpest FC                      | Szőnyi úti Stadion Nézőszám: 6, 000 Játékvezető: Kiss B. (magyar) |
| 1998. augusztus 1. | Resko Usvat Füzi K. 69′ | (0 – 1) | Korsós A. 42' 59' 79' Sebők V. | Szőnyi úti Stadion Nézőszám: 6, 000 Játékvezető: Kiss B. (magyar) |

BVSC-Zugló FC: Nagy G. - Szakos, Pomper, Bondarenko, Vincze Z. (Szaszovszky 82.) - Füzi K., Molnár Z., Resko, Usvat (Polonkai 64.) - Kiss I., Aubel (Bozsik 55.). Edző: Sándor István. 
Újpest FC: Bíró Sz. - Sebők V. - Fehér Cs., Tamási Z. - Jenei, Pető T. (Bérczy 83.), Kozma I. (Kiskapusi 73.), Tóth N. - Herczeg M. (G. Kopunovic 76.), Kovács Z., Korsós A. Edző: Várhídi Péter.
PNB, 3. forduló
| 1998. augusztus 8. | Győri ETO FC            | 1 – 1   | BVSC-Zugló FC                               | Győri ETO-stadion Nézőszám: 8, 000 Játékvezető: Vad István (magyar) |
| 1998. augusztus 8. | Salagean 88' Somogyi J. | (0 – 1) | Brovcenko 34' Kiss I. Brovcenko Usvat Aubel | Győri ETO-stadion Nézőszám: 8, 000 Játékvezető: Vad István (magyar) |

Győri ETO FC: Molnár L. - Lakos - Korsós Gy., Stark - Mracskó, Csató S. (Fodor 73.), Somogyi J., Salagean - Baumgartner (Rósa D. 55.), Szarvas, Vayer (Lazar 63.). Edző: Reszeli Soós István.
BVSC-Zugló FC: Koszta - Bondarenko - Szakos, Pomper, Vincze Z. - Molnár Z., Resko, Usvat, Brovcenko (Csillag 60.) - Kiss I. (Polonkai 69.), Anghel (Prokob 75.). Edző: Sándor István.
PNB, 4. forduló
| 1998. augusztus 15. | BVSC-Zugló FC                                    | 1 – 1   | Zalahús ZTE FC                | Szőnyi úti Stadion Nézőszám: 6, 000 Játékvezető: Tóth V. (magyar) |
| 1998. augusztus 15. | Bondarenko 79' (11-esből) Anghel Kiss I. Csillag | (0 – 1) | Sebők J. 16' Filó A. Sebők J. | Szőnyi úti Stadion Nézőszám: 6, 000 Játékvezető: Tóth V. (magyar) |

BVSC-Zugló FC: Koszta - Pomper - Bondarenko, Vincze Z. - Szakos, Molnár Z. (Aubel 46.), Resko, Brovcenko (Csillag 34.), Usvat - Kiss I., Anghel (Polonkai 75.). Edző: Sándor István. 
Zalahús ZTE FC: Vlaszák - Strasser - Molnár B. (Kocsárdi 56.), Filó A. - Babati (Szőke 56.), Csóka, Arany, Somfalvi, Németh T. (Molnár A. 69.) - Kámán, Sebők J. Edző: Strausz László.
PNB, 5. forduló
| 1998. augusztus 22. | Vác FC-Zollner     | 1 – 0   | BVSC-Zugló FC                          | Ligeti Stadion Nézőszám: 3, 000 Játékvezető: Arany (magyar) |
| 1998. augusztus 22. | Schwarcz 33' Kasza | (1 – 0) | Brovcenko Polonkai Vincze Z. Molnár Z. | Ligeti Stadion Nézőszám: 3, 000 Játékvezető: Arany (magyar) |

Vác FC-Zollner: Halász - Lévai, Nagy T., Schwarcz, Kasza I. - V. Kopunovic (Romanek 46.), Vojtekovszki, Vén (Boda 66.), Vitelki (Andrássy 75.) - Füle, Horváth P. Edző: Csank János.
BVSC-Zugló FC: Koszta - Szakos (Aubel 64.), Bondarenko (Polonkai 28.), Pomper, Vincze Z. - Resko, Molnár Z., Csillag, Usvat - Kiss I. (Prokob 54.), Brovcenko. Edző: Sándor István.
PNB, 6. forduló
| 1998. augusztus 29. | BVSC-Zugló FC | 0 – 1   | Ferencvárosi TC                | Szőnyi úti Stadion Nézőszám: 5, 000 Játékvezető: Bede (magyar) |
| 1998. augusztus 29. | Szakos Resko  | (0 – 0) | Bükszegi 56' Lendvai M. Vámosi | Szőnyi úti Stadion Nézőszám: 5, 000 Játékvezető: Bede (magyar) |

BVSC-Zugló FC: Koszta - Resko, Pomper, Bondarenko, Vincze Z. - Kiss I. (Aubel 63.), Molnár Z., Csillag (Polonkai 70.), Brovcenko (Szakos 46.), Usvat - Anghel Edző: Sándor István. 
Ferencvárosi TC: Udvarácz - Telek - Szűcs M., Mátyus - Nyilas (Schultz L.), Vámosi, Lendvai M., Vincze O. (Kovács B. 80.), Füzi Á. - Selimi, Bükszegi. Edző: Nyilasi Tibor.
PNB, 7. forduló
| 1998. szeptember 12. | Videoton FC Fehérvár                          | 4 – 1   | BVSC-Zugló FC                           | Sóstói Stadion Nézőszám: 2, 000 Játékvezető: Szarka (magyar) |
| 1998. szeptember 12. | Zsivóczky 7' Vancsa 20' Máriási 69' Lázár 86' | (2 – 1) | Kiss I. 34' Molnár Z. Usvat Kertész 69′ | Sóstói Stadion Nézőszám: 2, 000 Játékvezető: Szarka (magyar) |

Videoton FC Fehérvár: Milinte - Makrickij - Tóth A., Schindler - Máriási, Puskas, Lázár, Zsivóczky - Waltner (Djurisic 75.) - Vancsa (Györök 65.; Schneider 84.), Lukács. Edző: Csongrádi Ferenc.
BVSC-Zugló FC: Koszta - Pomper - Kertész, Bondarenko, Szaszovszky - Polonkai, Resko, Molnár Z., Usvat (Szegletes 61.) - Kiss I. (Füzi K. 81.), Aubel (Prokob G. 57.). Edző: Sándor István.
PNB, 8. forduló
| 1998. szeptember 19. | BVSC-Zugló FC          | 0 – 0   | Nyírség-Spartacus | Szőnyi úti Stadion Nézőszám: 500 Játékvezető: Megyebíró (magyar) |
| 1998. szeptember 19. | Bondarenko Szaszovszky | (0 – 0) |                   | Szőnyi úti Stadion Nézőszám: 500 Játékvezető: Megyebíró (magyar) |

BVSC-Zugló FC: Koszta - László Cs. - Bondarenko, Szaszovszky - Molnár Z., Resko, Pomper (Füzi K. 65.), Csillag - Polonkai, Bozsik (Aubel 46.), Brovcenko (Bajic 78.). Edző: Sándor István. 
Nyírség-Spartacus: Celeski - Szatke - László B., Ács, Kiss Gy. - Kondora, Karkusz (Kirchmayer 54.), Szabó A., Nagy S. - Novák (Bessenyei 81.), Sira (Göncz 90.). Edző: Őze Tibor.
PNB, 9. forduló
| 1998. szeptember 26. | Dunaferr SE   | 1 – 1   | BVSC-Zugló FC   | Dunaferr Aréna Nézőszám: 5, 000 Játékvezető: Ábrahám (magyar) |
| 1998. szeptember 26. | Zavadszky 35' | (1 – 0) | Bajic 83' Bajic | Dunaferr Aréna Nézőszám: 5, 000 Játékvezető: Ábrahám (magyar) |

Dunaferr SE: Kovácsevics - Salamon - Éger, Milovanovic - Rósa H., Zavadszky, Jäkl, Jeremejev (Dudás 80.), Popovics (Tököli 58.) - Lengyel (Cseke L. 66.), Nicsenko. Edző: Varga Zoltán.
BVSC-Zugló FC: Koszta - László Cs. - Molnár Z., Bondarenko - Szakos (Szegletes 46.), Resko, Csillag (Bajic 37.), Brovcenko, Usvat (Füzi K. 70.), Vincze Z. - Kiss I. Edző: Sándor István.
PNB, 10. forduló
| 1998. október 3. | BVSC-Zugló FC                                 | 1 – 2   | Vasas DH                                                              | Szőnyi úti Stadion Nézőszám: 2, 000 Játékvezető: Bukovics (magyar) |
| 1998. október 3. | Bondarenko 76' Bajic Brovcenko Bondarenko 93′ | (0 – 0) | Farkasházy 64' Hámori F. 86' Szilveszter Tóth A. Juhár Farkasházy 78′ | Szőnyi úti Stadion Nézőszám: 2, 000 Játékvezető: Bukovics (magyar) |

BVSC-Zugló FC: Koszta - László Cs. - Molnár Z. (Csillag 17.), Bondarenko, Vincze Z. - Füzi K., Resko, Bajic (Usvat 46.), Brovcenko - Kiss I., Szegletes (Polonkai 66.). Edző: Sándor István. 
Vasas DH: Végh - Mónos, Tóth A. (Herczeg Cs. 74.), Juhár, Aranyos - Farkasházy, Szilveszter, Galaschek, Maczó (Nyerges 46.) - Hámori F. (Gricajuk 89.), Pál. Edző: Gellei Imre.
PNB, 11. forduló
| 1998. október 17. | Kispest-Honvéd FC                                                   | 1 – 5   | BVSC-Zugló FC                                                            | Bozsik József Stadion Nézőszám: 3, 000 Játékvezető: Hanacsek (magyar) |
| 1998. október 17. | Kabát 48' Szántó Plókai A. Pintér Hungler Bánföldi 58′ Cseke I. 63′ | (0 – 1) | Kiss I. 43' 79' Aubel 58' 81' Füzi K. 91' László Cs. Brovcenko Molnár Z. | Bozsik József Stadion Nézőszám: 3, 000 Játékvezető: Hanacsek (magyar) |

Kispest-Honvéd FC: Vezér - Plókai A., Hungler, Tarlue (Csábi 32.), Gabala (Cseke I. 29.) - Kabát, Dubecz, Pintér, Bánföldi, Szántó (Holló 71.) - Borgulya. Edző: Gálhidi György.
BVSC-Zugló FC: Koszta - Molnár Z., László Cs., Resko, Vincze Z. (Szaszovszky 84.) - Füzi K., Brovcenko (Szegletes 69.), Csillag, Bajic (Polonkai 51.) - Kiss I., Aubel. Edző: Sándor István.
PNB, 12. forduló
| 1998. október 24. | BVSC-Zugló FC                | 2 – 1   | Haladás-Milos              | Szőnyi úti Stadion Nézőszám: 3, 000 Játékvezető: Puhl (magyar) |
| 1998. október 24. | Détári 39' Resko 69' Füzi K. | (1 – 1) | Bodor 15' Bonchis Varga K. | Szőnyi úti Stadion Nézőszám: 3, 000 Játékvezető: Puhl (magyar) |

BVSC-Zugló FC: Koszta - László Cs. - Bondarenko (Szaszovszky 66.), Resko - Füzi K., Brovcenko, Csillag (Bajic 55.), Vincze Z. - Détári - Kiss I., Aubel (Prokob 76.). Edző: Sándor István. 
Haladás-Milos: Németh G. - Tóth M. - Varga K., Horváth A. - Zugor (Tóth P. 78.) - Bonchis (Balassa 57.), Nagy Cs., Kovács S., Balog Cs. - Bodor I. (Király E. 78.), Vidóczi. Edző: Mihalecz István.
A találkozó eredményét törölték. Óvás után 3–0-s gólkülönbséggel a Haladás kapta a 3 pontot.
PNB, 13. forduló
| 1998. november 1. | III. Kerület FC-AT | 0 – 0   | BVSC-Zugló FC                   | Hévízi úti Stadion Nézőszám: 1, 000 Játékvezető: Arany (magyar) |
| 1998. november 1. | Metzger            | (0 – 0) | Resko 66′ Brovcenko Szaszovszky | Hévízi úti Stadion Nézőszám: 1, 000 Játékvezető: Arany (magyar) |

III. Kerület FC-AT: Lippai - Varga L. - Gáspár, Metzger - Kovács N., Tordai, Vincze G., Kecskés Z. (Schultz L. 70.), Kun - Lendvai P., Bencze (Wukovics 73.). Edző: Ralf Wilhelms.
BVSC-Zugló FC: Koszta - László Cs. - Bondarenko, Szaszovszky - Füzi K., Resko, Brovcenko, Polonkai (Csillag 65.), Vincze Z. - Kiss I. (Szilágyi G. 88.), Aubel (Szegletes 46.). Edző: Sándor István.
PNB, 14. forduló
| 1998. november 8. | BVSC-Zugló FC                            | 0 – 2   | MTK Hungária FC                                      | Szőnyi úti Stadion Nézőszám: 2, 000 Játékvezető: Kurmai (magyar) |
| 1998. november 8. | Szaszovszky Füzi K. Bondarenko Vincze Z. | (0 – 2) | Balaskó 41' 45' Erős K. Szamosi Molnár Z. Lőrincz E. | Szőnyi úti Stadion Nézőszám: 2, 000 Játékvezető: Kurmai (magyar) |

BVSC-Zugló FC: Koszta - László Cs. - Bondarenko, Szaszovszky - Szakos, Vincze Z., Pomper (Szilágyi G. 82.) - Füzi K., Füzesi (Aubel 55.), Polonkai - Kiss I. Edző: Sándor István. 
MTK Hungária FC: Babos G. - Lőrincz E. - Farkas V. - Molnár Z., Halmai, Szamosi - Erős K., Illés, Madar Cs. - Kincses (Kozma J. 73.), Balaskó (Preisinger 73.). Edző: Egervári Sándor.
PNB, 15. forduló
| 1998. november 14. | Gázszer FC      | 0 – 0   | BVSC-Zugló FC       | Stadler Stadion Nézőszám: 1, 500 Játékvezető: Juhos (magyar) |
| 1998. november 14. | Dvéri Korol 90′ | (0 – 0) | Resko Brovcenko 69′ | Stadler Stadion Nézőszám: 1, 500 Játékvezető: Juhos (magyar) |

Gázszer FC: Kövesfalvi - Korol - Dulic, Salacz Z. - Simek, Nagy L. (Forrai 67.), Dvéri, Bekő, Medvid (Móri 67.) - Földes, Tiber. Edző: Hartyáni Gábor.
BVSC-Zugló FC: Koszta - László Cs. - Bondarenko, Resko - Füzi K., Csillag (Szegletes 83.), Brovcenko, Polonkai, Vincze Z. - Kiss I., Füzesi (Usvat 46.; Pomper 76.). Edző: Sándor István.
PNB, 16. forduló
| 1998. november 21. | BVSC-Zugló FC | 0 – 1   | Siófok FC                       | Szőnyi úti Stadion Nézőszám: 500 Játékvezető: Cserna (magyar) |
| 1998. november 21. | Füzi K.       | (0 – 0) | Szabó Z. 90' Felföldi Kovács B. | Szőnyi úti Stadion Nézőszám: 500 Játékvezető: Cserna (magyar) |

BVSC-Zugló FC: Koszta - László Cs. - Bondarenko (Füzesi 62.), Szaszovszky, Vincze Z. - Füzi K., Pomper (Bajic 54.), Csillag, Polonkai - Kiss I., Aubel. Edző: Sándor István. 
Siófok FC: Posza - Bimbó - Kovács B., Juhász - Felföldi (Kasza G. 69.), Győri, Bozsér (Csák 76.), Sallai T., Perger - Márkus (Ördög 54.), Szabó Z. Edző: Nagy László.
PNB, 17. forduló
| 1998. november 28. | Diósgyőri FC                | 2 – 1   | BVSC-Zugló FC             | DVTK Stadion Nézőszám: 8, 000 Játékvezető: Varga S. (magyar) |
| 1998. november 28. | Egressy 50' Szabados A. 93' | (0 – 1) | Bajic 29' Szaszovszky 85′ | DVTK Stadion Nézőszám: 8, 000 Játékvezető: Varga S. (magyar) |

Diósgyőri FC: Nota - Téger, Földvári, Kuttor, Kovács T. - Turóczi, Farkas J., Szabó T. (Kákóczki 67.), Buzás (Szabados A. 79.) - Kulcsár, Egressy. Edző: Tornyi Barnabás.
BVSC-Zugló FC: Koszta - László Cs. - Resko, Vincze Z., Szaszovszky - Polonkai, Brovcenko (Füzesi 86.), Pomper, Csillag - Kiss I. (Bozsik 81.), Bajic (Szilágyi G. 65.). Edző: Sándor István.
PNB, 18. forduló
| 1999. február 28. | BVSC-Zugló FC | 0 – 1   | Debreceni VSC-Epona | Szőnyi úti Stadion Nézőszám: 1, 000 Játékvezető: Juhos (magyar) |
| 1999. február 28. | Vincze Z.     | (0 – 0) | Ilea 61' (11-esből) | Szőnyi úti Stadion Nézőszám: 1, 000 Játékvezető: Juhos (magyar) |

BVSC-Zugló FC: Koszta - Pomper - Bondarenko, Vincze Z. - Rósa D. (Bajic 65.), Polonkai (Forrai 57.), Détári, Bérczy, Usvat - Aubel (Anghel 46.), Potemkin. Edző: Tajti József.
Debreceni VSC-Epona: Fekete R. - Goian - Bodnár, Pető Z. - Böőr (Bernáth 89.), Bagoly (Siklósi 83.), Vadicska, Kovács N., Szatmári - Dombi, Ilea (Bajzát 85.). Edző: Garamvölgyi Lajos.
PNB, 19. forduló
| 1999. március 6. | Újpest FC                                                | 3 – 1   | BVSC-Zugló FC                        | Szusza Ferenc Stadion Nézőszám: 4, 000 Játékvezető: Piller (magyar) |
| 1999. március 6. | Korsós A. 2' Fehér Cs. 25' Kvasz 50' Fehér Cs. Kvasz 57′ | (2 – 1) | Rósa D. 31' Bérczy Szakos Pomper 60′ | Szusza Ferenc Stadion Nézőszám: 4, 000 Játékvezető: Piller (magyar) |

Újpest FC: Bíró - Urbán - Tamási, Szekeres T. - Jenei, Fehér Cs., Kvasz, Tóth N. - Szanyó (Némedi 80.) - Kovács Z., Korsós A. (Herczeg M. 57.). Edző: Várhídi Péter. 
BVSC-Zugló FC: Koszta - Szakos, Pomper, Bondarenko, Füzi K. (Bajic 78.) - Rósa D., Bérczy, Usvat (Polonkai 70.) - Détári - Aubel (Anghel 46.), Potemkin. Edző: Tajti József.
PNB, 20. forduló
| 1999. március 13. | BVSC-Zugló FC                             | 2 – 1   | Győri ETO FC                  | Szőnyi úti Stadion Nézőszám: 1, 000 Játékvezető: Hanyecz (magyar) |
| 1999. március 13. | Rósa D. 67' Détári 73' Füzi K. 89′ Anghel | (0 – 0) | Balla 62' Salagean Korsós Gy. | Szőnyi úti Stadion Nézőszám: 1, 000 Játékvezető: Hanyecz (magyar) |

BVSC-Zugló FC: Koszta - Bérczy - Szakos, Bondarenko - Rósa D., Forrai (Polonkai 69.), Füzi K., Usvat - Détári - Aubel (Csillag 92.), Potemkin (Anghel 46.). Edző: Tajti József.
Győri ETO FC: Baji - Lakos - Korsós Gy., Stark - Csiszár - Bognár (Böjte 78.), Baumgartner, Somogyi J., Salagean - Szarvas (Vayer 61.), Lazar (Balla 61.) Edző: Reszeli Soós István.
PNB, 21. forduló
| 1999. március 20. | Zalahús ZTE FC                         | 2 – 0   | BVSC-Zugló FC | ZTE Aréna Nézőszám: 10, 000 Játékvezető: Kassai (magyar) |
| 1999. március 20. | Ferenczi 54' Szabó II Zs. 67' Ferenczi | (0 – 0) |               | ZTE Aréna Nézőszám: 10, 000 Játékvezető: Kassai (magyar) |

Zalahús ZTE FC: Vlaszák - Kocsárdi, Strasser, Filó A. - Szőke (Babati 46.), Szabó II Zs. (Szabó I Zs. 88.), Arany (Casoltan 46.), Molnár B., Németh T. - Sebők J., Ferenczi. Edző: Strausz László. 
BVSC-Zugló FC: Rott - Forrai, Bérczy, Bondarenko - Szakos, Csillag, Bajic (Vincze Z. 56.), Usvat (Pomper 86.) - Détári - Rósa D. (Aubel 77.), Anghel. Edző: Tajti József.
PNB, 22. forduló
| 1999. április 2. | BVSC-Zugló FC                         | 2 – 1   | Vác FC-Zollner                | Szőnyi úti Stadion Nézőszám: 500 Játékvezető: Dubraviczky (magyar) |
| 1999. április 2. | Rósa D. 51' Détári 71' Forrai Csillag | (0 – 0) | Kovács P. 50' Romanek Nagy T. | Szőnyi úti Stadion Nézőszám: 500 Játékvezető: Dubraviczky (magyar) |

BVSC-Zugló FC: Rott - Bérczy - Balog Z., Bondarenko - Rósa D., Csillag (Polonkai 67.), Forrai, Usvat - Détári - Aubel (Bajic 46.), Potemkin (Pomper 88.). Edző: Tajti József.
Vác FC-Zollner: Hámori I. - Lévai, Nagy T., Kovács P., Nyikos - Vojtekovszki, Sipeki (Vitelki 26.), Vén, Romanek (Kasza I. 82.) - Horváth P., Füle (Andrássy 60.). Edző: Csank János.
PNB, 23. forduló
| 1999. április 7. | Ferencvárosi TC | 1 – 0   | BVSC-Zugló FC | Albert Flórián Stadion Nézőszám: 6, 500 Játékvezető: Arany (magyar) |
| 1999. április 7. | Vámosi 40'      | (1 – 0) | Usvat         | Albert Flórián Stadion Nézőszám: 6, 500 Játékvezető: Arany (magyar) |

Ferencvárosi TC: Udvarácz - Telek - Vámosi, Mátyus - Nyilas, Szűcs M., Lendvai M., Füzi Á. (Bjelic 71.) - Bócz (Kovács B. 60.) - Kulcsár (Eszenyi 84.), Szabics. Edző: Marijan Vlak. 
BVSC-Zugló FC: Rott - Bérczy - Balog Z., Bondarenko - Forrai (Pomper 46.) - Rósa D., Csillag (Polonkai 76.), Détári, Bajic, Usvat - Potemkin (Bozsik 68.). Edző: Tajti József.
PNB, 24. forduló
| 1999. április 10. | BVSC-Zugló FC | 0 – 1   | Videoton FC Fehérvár | Szőnyi úti Stadion Nézőszám: 1, 000 Játékvezető: Hanacsek (magyar) |
| 1999. április 10. | Polonkai      | (0 – 1) | Zsivóczky 24'        | Szőnyi úti Stadion Nézőszám: 1, 000 Játékvezető: Hanacsek (magyar) |

BVSC-Zugló FC: Koszta - Pomper - Balog Z, Bondarenko - Rósa D., Csillag (Polonkai 61.), Bérczy, Usvat - Détári - Aubel (Bajic 75.), Potemkin (Bozsik 46.). Edző: Tajti József.
Videoton FC Fehérvár: Milinte - Kozma I. - Petric (László Cs. 72.), Schindler - Szalai T. (Mester 46.), Nagy L., Horváth Cs., Zsivóczky, Györök - Barva (Szilágyi L. 63.), Waltner. Edző: Verebes József.
PNB, 25. forduló
| 1999. április 17. | Nyírség-Spartacus       | 1 – 0   | BVSC-Zugló FC                       | Sóstói Stadion Nézőszám: 3 000 Játékvezető: Bukovics (magyar) |
| 1999. április 17. | Szabó A. 85' Kirchmayer | (0 – 0) | Balog Z. Polonkai Szilágyi G. Usvat | Sóstói Stadion Nézőszám: 3 000 Játékvezető: Bukovics (magyar) |

Nyírség-Spartacus: Celeski (Vadon 46.) - Szatke, Ács, Nagy S., László B. - Karkusz, Kondora, Kirchmayer, Gerliczki - Baranyi (Azoitei 70.), Novák (Szabó A. 46.). Edző: Őze Tibor. 
BVSC-Zugló FC: Koszta - Balog Z., Pomper, Bondarenko - Rósa D. (Füzi K. 74.), Forrai, Bérczy, Csillag, Usvat - Polonkai (Prokob G. 80.), Détári. Edző: Tajti József.
PNB, 26. forduló
| 1999. április 24. | BVSC-Zugló FC                              | 3 – 2   | Dunaferr SE                         | Szőnyi úti Stadion Nézőszám: 700 Játékvezető: Hosszú (magyar) |
| 1999. április 24. | Rósa D. 48' Détári 56' 62' Balog Z. Détári | (0 – 1) | Dudás 19' Nagy T. 73' Nagy T. Dudás | Szőnyi úti Stadion Nézőszám: 700 Játékvezető: Hosszú (magyar) |

BVSC-Zugló FC: Koszta (Rott 70.) - Balog Z., Pomper, Bondarenko - Csillag, Bérczy, Usvat, Forrai - Détári - Aubel (Füzi K. 81.), Anghel (Rósa D. 28.). Edző: Tajti József.
Dunaferr SE: Bita - Salamon, Éger, Mikler (Kóczián 66.) - Jäkl, Dudás - Zavadszky, Lengyel, Nagy T., Jeremejev (Javrujan 66.) - Nicsenko. Edző: Varga Zoltán.
PNB, 27. forduló
| 1999. május 1. | Vasas DH                                                               | 3 – 2   | BVSC-Zugló FC                                | Illovszky Rudolf Stadion Nézőszám: 2, 500 Játékvezető: Szabó J. (magyar) |
| 1999. május 1. | Juhár 52' (11-esből) Pál 58' Sowunmi 76' Aranyos Hámori F. Aranyos 36′ | (0 – 0) | Détári 57' Anghel 91' Bondarenko Rósa D. 53′ | Illovszky Rudolf Stadion Nézőszám: 2, 500 Játékvezető: Szabó J. (magyar) |

Vasas DH: Végh - Mónos, Gricajuk, Juhár, Aranyos - Sowunmi (Sallai B. 85.), Galaschek, Zombori, Szilveszter - Hámori F. (Eipl 89.), Pál (Koltai 74.). Edző: Gellei Imre. 
BVSC-Zugló FC: Rott - Pomper - Bérczy (Balog Z. 57.), Bondarenko - Rósa D., Csillag, Forrai (Anghel 74.), Füzi K., Usvat - Détári - Aubel. Edző: Tajti József.
PNB, 28. forduló
| 1999. május 5. | BVSC-Zugló FC                        | 3 – 0   | Kispest-Honvéd FC     | Szőnyi úti Stadion Nézőszám: 2, 000 Játékvezető: Juhos (magyar) |
| 1999. május 5. | Détári 13' Usvat 45' Aubel 81' Usvat | (2 – 0) | Lóczi Gabala Medgyesi | Szőnyi úti Stadion Nézőszám: 2, 000 Játékvezető: Juhos (magyar) |

BVSC-Zugló FC: Rott - Pomper - Balog Z., Füzi K., Bérczy - Csillag, Polonkai, Détári (Bozsik 84.), Usvat (Vincze Z. 79.) - Aubel, Anghel (Szilágyi G. 72.). Edző: Tajti József.
Kispest-Honvéd FC: Vezér - Hungler - Plókai A., Medgyesi - Dubecz, Zováth, Csábi (Lóczi 38.), Gabala (Bánföldi 59.) - Csertői (Némethy 59.), Borgulya, Kabát. Edző: Gálhidi György.
PNB, 29. forduló
| 1999. május 10. | Haladás-Milos                                | 3 – 1   | BVSC-Zugló FC                        | Rohonci úti Stadion Nézőszám: 3, 000 Játékvezető: Dubraviczky (magyar) |
| 1999. május 10. | Jovanovic 9' Balassa 37' Tóth P. 50' Balassa | (2 – 0) | Vincze Z. 89' Pomper Füzi K. Rósa D. | Rohonci úti Stadion Nézőszám: 3, 000 Játékvezető: Dubraviczky (magyar) |

Haladás-Milos: Takács T. - Horváth A., Balassa, Zugor, Balog Cs. - Bonchis, Tóth M. (Varga K. 71.), Nagy Cs., Tóth P. (Kocsis 77.) - Fehér J. Cs. (Árgyelán 80.), Jovanovic. Edző: Mihalecz István. 
BVSC-Zugló FC: Rott - Balog Z., Pomper, Bérczy - Csillag (Szilágyi G. 52.), Bondarenko (Bozsik 76.), Füzi K., Rósa D. - Aubel, Détári, Anghel (Vincze Z. 52.). Edző: Tajti József.
PNB, 30. forduló
| 1999. május 16. | BVSC-Zugló FC                                        | 3 – 0   | III. Kerület FC-AT | Szőnyi úti Stadion Nézőszám: 400 Játékvezető: Arany (magyar) |
| 1999. május 16. | Bérczy 32' Aubel 39' 45' Bondarenko Balog Z. Csillag | (3 – 0) | Pálfi Várkonyi     | Szőnyi úti Stadion Nézőszám: 400 Játékvezető: Arany (magyar) |

BVSC-Zugló FC: Rott - Balog Z., Pomper, Bérczy - Csillag, Bondarenko, Füzi K. (Vincze Z. 54.), Usvat - Polonkai - Szilágyi G. (Bozsik 46.), Aubel. Edző: Tajti József.
III. Kerület FC-AT: Tóth I. - Gáspár - Kovács N., Kuti (Várkonyi 46.), Pálfi - Tordai, Lázár, Kilik, Stranyóczky - Wukovics (Lendvai P. 46.), Juhos (Gyura 73.). Edző: Schróth Lajos.
PNB, 31. forduló
| 1999. május 22. | MTK Hungária FC                            | 3 – 2   | BVSC-Zugló FC               | Hidegkuti Nándor Stadion Nézőszám: 1, 000 Játékvezető: Bukovics (magyar) |
| 1999. május 22. | Erős K. 20' Illés 39' Madar Cs. 60' Szekér | (2 – 0) | Détári 61' Pomper 66' Usvat | Hidegkuti Nándor Stadion Nézőszám: 1, 000 Játékvezető: Bukovics (magyar) |

MTK Hungária FC: Babos G. - Lőrincz E. - Babos Á., Szekér, Elek (Szamosi 85.) - Erős, Halmai (Komlósi 77.), Illés, Madar Cs. - Kenesei, Preisinger (Balaskó 67.). Edző: Egervári Sándor. 
BVSC-Zugló FC: Rott - Pomper - Gelbmann, Vincze Z. - Szakos, Polonkai, Bajic, Bondarenko, Usvat - Szilágyi G. (Bozsik 76.), Détári. Edző: Tajti József.
PNB, 32. forduló
| 1999. május 29. | BVSC-Zugló FC             | 1 – 2   | Gázszer FC               | Szőnyi úti Stadion Nézőszám: 250 Játékvezető: Puhl (magyar) |
| 1999. május 29. | Usvat 44' Bajic Vincze Z. | (1 – 2) | Földes 14' 38' Salacz Z. | Szőnyi úti Stadion Nézőszám: 250 Játékvezető: Puhl (magyar) |

BVSC-Zugló FC: Rott - Balog Z., Pomper, Vincze Z. - Csillag (Bozsik 56.), Polonkai, Bondarenko (Szilágyi G. 46.), Usvat - Détári - Aubel, Bajic. Edző: Tajti József.
Gázszer FC: Kövesfalvi - Korol, Szalai Cs., Urbonas - Dulic, Zimmermann, Dvéri, Bekő, Salacz Z. - Simek (Móri 50.), Földes (Tiber 90.). Edző: Hartyáni Gábor.
PNB, 33. forduló
| 1999. június 12. | Siófok FC | 0 – 1   | BVSC-Zugló FC                                | Bányász Stadion Nézőszám: 2, 000 Játékvezető: Szabó Zs. (magyar) |
| 1999. június 12. | Juhász    | (0 – 0) | Usvat 78' Szilágyi G. Forrai Gelbmann Pomper | Bányász Stadion Nézőszám: 2, 000 Játékvezető: Szabó Zs. (magyar) |

Siófok FC: Posza - Bimbó - Juhász - Soós (Kun 78.), Győri (Kovács B. 30.), László A., Pest K., Sallai T., Perger - Ördög, Lukács (Csoknay 66.). Edző: Mészáros József. 
BVSC-Zugló FC: Rott - Pomper - Balog Z., Gelbmann (Rósa D. 75.) - Csillag, Aubel (Szegletes 88.), Forrai, Détári, Vincze Z., Usvat - Szilágyi G. (Bozsik 90.). Edző: Tajti József.
PNB, 34. forduló
| 1999. június 16. | BVSC-Zugló FC                                | 1 – 3   | Diósgyőri FC                      | Szőnyi úti Stadion Nézőszám: 1, 500 Játékvezető: Hanacsek (magyar) |
| 1999. június 16. | Kovács T. 89' (öngól) Forrai Usvat Vincze Z. | (0 – 0) | Téger 50' 68' Ternován 52' Lipták | Szőnyi úti Stadion Nézőszám: 1, 500 Játékvezető: Hanacsek (magyar) |

BVSC-Zugló FC: Rott - Gelbmann - Balog Z., Vincze Z. - Forrai - Csillag (Rósa D. 61.), Polonkai, Détári, Usvat (Bajic 74.) - Aubel, Szilágyi G. (Bozsik 74.). Edző: Tajti József.
Diósgyőri FC: Nagy Z. - Smiljanic - Takács V., Kovács T. - Téger - Domokos (Ternován 46.; Varga E. 87.), Lipták, Kiser, Buliga (Buzás 67.) - Szabó T., Egressy. Edző: Temesvári Miklós.
Tabella
| #  | Csapat               | M  | Gy | D  | V  | Lg | Kg | Gk  | P  | Megjegyzés |
| -- | -------------------- | -- | -- | -- | -- | -- | -- | --- | -- | ---------- |
| 1  | MTK Hungária FC      | 34 | 27 | 2  | 5  | 77 | 26 | +51 | 83 |            |
| 2  | Ferencvárosi TC      | 34 | 19 | 7  | 8  | 61 | 40 | +21 | 64 |            |
| 3  | Újpest FC            | 34 | 20 | 3  | 11 | 58 | 40 | +18 | 63 |            |
| 4  | Győri ETO FC         | 34 | 16 | 11 | 7  | 53 | 39 | +14 | 59 |            |
| 5  | Dunaferr SE          | 34 | 17 | 6  | 11 | 54 | 46 | +8  | 57 |            |
| 6  | Vasas DH             | 34 | 15 | 10 | 9  | 51 | 44 | +7  | 55 |            |
| 7  | Zalahús ZTE FC       | 34 | 15 | 8  | 11 | 43 | 37 | +6  | 53 |            |
| 8  | Diósgyőri FC         | 34 | 14 | 9  | 11 | 56 | 54 | +2  | 51 |            |
| 9  | Debreceni VSC-Epona  | 34 | 14 | 7  | 13 | 53 | 39 | +14 | 49 |            |
| 10 | Vác FC-Zollner       | 34 | 13 | 10 | 11 | 51 | 49 | +2  | 49 |            |
| 11 | Gázszer FC           | 34 | 11 | 11 | 12 | 37 | 40 | −3  | 44 |            |
| 12 | Kispest-Honvéd FC    | 34 | 11 | 9  | 14 | 38 | 50 | −12 | 42 |            |
| 13 | Nyírség-Spartacus    | 34 | 10 | 9  | 15 | 46 | 52 | −6  | 39 |            |
| 14 | Haladás-Milos        | 34 | 10 | 6  | 18 | 39 | 54 | −15 | 36 |            |
| 15 | BTV-Siófok FC        | 34 | 7  | 9  | 18 | 32 | 49 | −17 | 30 |            |
| 16 | Videoton FC Fehérvár | 34 | 7  | 9  | 18 | 36 | 54 | −18 | 30 |            |
| 17 | BVSC-Zugló FC        | 34 | 7  | 6  | 21 | 34 | 53 | −19 | 27 |            |
| 18 | III. Kerület FC-AT   | 34 | 4  | 6  | 24 | 40 | 93 | −53 | 18 |            |

Forrás: [forrás?]
Rendezési elv: 1. pontszám; 2. gólkülönbség; 3. lőtt gólok.
# = helyezés; M = játszott meccsek száma; Gy = győzelmek; D = döntetlenek; V = vereségek; Lg = lőtt gólok; Kg = kapott gólok; Gk = gólkülönbség; Pont = pontok; (B) = bajnok; (K) = kiesett; (F) = feljutott.

|  | A Bajnokok Ligája selejtezőjének második körébe jut     |
|  | Az UEFA-kupa selejtezőjének első fordulójába jut        |
|  | UEFA Intertotó Kupa selejtezőjének első fordulójába jut |
|  | Kiesők                                                  |

### Magyar kupa
Magyar kupa 7. csoport
| 1998. július 29. | KCFC-Hajdúszoboszló | 0 – 1   | BVSC-Zugló FC | Hajdúszoboszló Nézőszám: 600 Játékvezető: Farkas Gy. (magyar) |
| 1998. július 29. |                     | (0 – 1) | Anghel        | Hajdúszoboszló Nézőszám: 600 Játékvezető: Farkas Gy. (magyar) |

KCFC-Hajdúszoboszló: Matkó - Molnár F., Usmajev, Szilágyi M. - Szentmiklósi (Fekete A.), Dobi, Ulveczki, Makra, Dobos (Nagy I.) - Sárkány (Kocsis), Lugosi. Edző: Gyarmati András.
BVSC-Zugló FC: Koszta - Szakos, Pomper, Bondarenko, Vincze Z. (Aubel) - Molnár Z., Resko, Füzi K. (Szaszovszky), Usvat (Szegletes) - Anghel, Kiss I. Edző: Sándor István.
Magyar kupa 7. csoport
| 1998. augusztus 12. | Soroksári TE | 0 – 0 | BVSC-Zugló FC | Haraszti úti Stadion Nézőszám: 400 Játékvezető: Cserna (magyar) |
| 1998. augusztus 12. | (0 – 0)      |       |               | Haraszti úti Stadion Nézőszám: 400 Játékvezető: Cserna (magyar) |

Soroksári TE: Borsos - Czigler - Vikukel, Erdélyi - Bősze (Tóth G.), Szente, Labanics - Magosi, Gyurováth, Benkes, Lóczi (Simon J.). Edző: Szurgent Lajos.
BVSC-Zugló FC: Koszta - Pomper - Szegletes, Bondarenko, Szaszovszky, Usvat (Aubel) - Molnár Z., Csillag (Brovcenko), Resko - Bajic, Anghel (Kiss I.). Edző: Sándor István.
Magyar kupa 7. csoport
| 1998. augusztus 26. | Ladánybenei FC | 0 – 5   | BVSC-Zugló FC | Ladánybene Nézőszám: 400 Játékvezető: Herbály (magyar) |
| 1998. augusztus 26. |                | (0 – 2) | Anghel Aubel  | Ladánybene Nézőszám: 400 Játékvezető: Herbály (magyar) |

Ladánybenei FC: Tasnádi - Kun, Érsek (Baranyi), Szőke, Sajó - Virág Z. (Bán), Gogolák, Tóth, Hornyák - Virág F., Kollár Edző: Petike János.
BVSC-Zugló FC: Nagy Z. - Pomper, Molnár Z., Resko, Anghel - Polonkai (Kiss I.), Szegletes, Szaszovszky - Füzi K., Usvat (Aubel), Brovcenko (Bajic). Edző: Sándor István.
| Csapat              | M | GY | D | V | LG | KG | GA  | P |
| ------------------- | - | -- | - | - | -- | -- | --- | - |
| BVSC-Zugló FC       | 3 | 2  | 1 | 0 | 6  | 0  | +6  | 7 |
| KCFC-Hajdúszoboszló | 3 | 2  | 0 | 1 | 10 | 1  | +9  | 6 |
| Soroksári TE        | 3 | 1  | 1 | 1 | 3  | 2  | +1  | 4 |
| Ladánybenei FC      | 3 | 0  | 0 | 3 | 1  | 17 | -16 | 0 |

|  | A Magyar kupában 32 közé jutott |
|  | Kiesők                          |

Magyar kupa 16 közé jutásért
| 1998. október 28. | Palotás SE               | 1 – 0   | BVSC-Zugló FC               | Palotás Nézőszám: 600 Játékvezető: Kassai (magyar) |
| 1998. október 28. | Tóth Sz. 72' Máté L. 76' | (0 – 0) | Szaszovszky 53' Csillag 84' | Palotás Nézőszám: 600 Játékvezető: Kassai (magyar) |

Palotás SE: Jeszenszky - Udvari, Turcsányi, Hahn, Tóth Sz. - Tuifel, Mohácsi, Lénárt (Kiss J. 89.), Jele (Máté L. 46.) - Rob (Nádasdy 87.), Burzi. Edző: Bodonyi Béla.
BVSC-Zugló FC: Koszta - Szakos, László Cs., Szaszovszky, Brovcenko - Füzi K., Csillag, Polonkai, Vincze Z. - Kiss I., Aubel (Szegletes 55.). Edző: Sándor István.

### Felkészülési mérkőzések
| 1998. június 27. | Vácrátóti KSE | 0 – 19                                                     | BVSC-Zugló FC |  |
| 1998. június 27. |               | Bozsik Kiss I. Anghel Szegletes Peller Kertész Szaszovszky |               |  |

| 1998. július 1. | Csepel SC | 0 – 10                                                        | BVSC-Zugló FC |  |
| 1998. július 1. |           | Csordás Kiss I. Aubel Szegletes Bajic Usvat Bondarenko Szakos |               |  |

| 1998. július 4. | BVSC-Zugló FC         | 3 – 0 | Szolnoki MÁV FC |  |
| 1998. július 4. | Anghel Füzi K. Bozsik |       |                 |  |

| 1998. július 8. | BVSC-Zugló FC | 0 – 4                           | MTK Hungária FC | Szőnyi úti Stadion |
| 1998. július 8. |               | Orosz Preisinger Halmai Kenesei |                 | Szőnyi úti Stadion |

| 1998. július 11. | BVSC-Zugló FC     | 1 – 2 | FC Farul Constanţa       | Marcali |
| 1998. július 11. | Füzi K. 11-esből' |       | Dragulin Tudor 11-esből' | Marcali |

| 1998. július 14. | Izsáki SSE | 0 – 8                         | BVSC-Zugló FC | Izsák |
| 1998. július 14. |            | Pomper Bozsik Csillag Kiss I. |               | Izsák |

| 1998. július 19. | Gázszer FC   | 1 – 0 | BVSC-Zugló FC | Akasztó |
| 1998. július 19. | Szekeres Zs. |       |               | Akasztó |

| 1998. július 20. | Kispest-Honvéd FC | 0 – 1  | BVSC-Zugló FC | Akasztó |
| 1998. július 20. |                   | Pomper |               | Akasztó |

| 1998. július 24. | Edesaikos FC | 1 – 2 | BVSC-Zugló FC     | Akasztó |
| 1998. július 24. | ???          |       | Csillag Brovcenko | Akasztó |

| 1999. január 17. | Budapest Erdért SE | 0 – 8                                                       | BVSC-Zugló FC | Budapest |
| 1999. január 17. |                    | Matics Filipovic Szilágyi G. Aubel Szegletes Ferenczy Usvat |               | Budapest |

| 1999. január 21. | Kecskeméti FC | 2 – 2 | BVSC-Zugló FC | Széktói Stadion, Kecskemét |
| 1999. január 21. | ???           |       | Aubel         | Széktói Stadion, Kecskemét |

| 1999. január 24. | Perbál SC | 0 – 9                                                   | BVSC-Zugló FC | Perbál |
| 1999. január 24. |           | Aubel Szilágyi G. Matics Vincze Z. Bondarenko 11-esből' |               | Perbál |

| 1999. január 26. | Kiskunfélegyházi TK | 2 – 1 | BVSC-Zugló FC | Kiskunfélegyháza |
| 1999. január 26. | ???                 |       | Aubel         | Kiskunfélegyháza |

| 1999. január 30. | Budafoki LC | 0 – 6                           | BVSC-Zugló FC | Széktói Stadion, Kecskemét |
| 1999. január 30. |             | Aubel Cseke I. Potemkin Kiss I. |               | Széktói Stadion, Kecskemét |

| 1999. február 3. | Salgótarjáni BTC | 0 – 3                    | BVSC-Zugló FC | Salgótarján |
| 1999. február 3. |                  | Grabar Szilágyi G. Aubel |               | Salgótarján |

| 1999. február 6. | Érdi VSE | 1 – 2 | BVSC-Zugló FC | Érd |
| 1999. február 6. | ???      |       | Kiss I.       | Érd |

| 1999. február 13. | Szeged LC | 1 – 0 | BVSC-Zugló FC | Szeged |
| 1999. február 13. | ???       |       |               | Szeged |

| 1999. február 17. | BVSC-Zugló FC | 1 – 1 | Vasas DH  | Szőnyi úti Stadion |
| 1999. február 17. | Bajic         |       | Hámori F. | Szőnyi úti Stadion |

| 1999. február 20. | MTK Hungária FC                           | 5 – 0 | BVSC-Zugló FC | Budapest |
| 1999. február 20. | Kenesei Illés 11-esből' Preisinger Halmai |       |               | Budapest |

| 1999. március 23. | BVSC-Zugló FC | 0 – 1 | FC Metallurg Krasnoyarsk | Szőnyi úti Stadion |
| 1999. március 23. | Füzesi        |       |                          | Szőnyi úti Stadion |

| 1999. április 13. | BVSC-Zugló FC | 0 – 0 | FK Zenyit Szankt-Petyerburg | Szőnyi úti Stadion |
| 1999. április 13. |               |       |                             | Szőnyi úti Stadion |

| 1999. június 2. | BVSC-Zugló FC | 1 – 2 | MTK Hungária FC | Szőnyi úti Stadion |
| 1999. június 2. | Pomper        |       | Leandro Rodolfo | Szőnyi úti Stadion |

## Játékosok statisztikái
Utolsó frissítés: 1999. június 16.
| # |              | Poszt | Név                   | PNB | PNB  | PNB  | PNB | PNB  | Magyar kupa | Magyar kupa | Magyar kupa | Magyar kupa | Magyar kupa | Összesen | Összesen | Összesen | Összesen | Összesen |
| # | Mérk         | Poszt | Név                   | Gól | Perc |      |     | Mérk | Gól         | Perc        |             |             | Mérk        | Gól      | Perc     |          |          |          |
| - | ------------ | ----- | --------------------- | --- | ---- | ---- | --- | ---- | ----------- | ----------- | ----------- | ----------- | ----------- | -------- | -------- | -------- | -------- | -------- |
| # | Románia      | FW    | Anghel, Cătălin       | 13  | 1    | 743  | 2   | 0    | 3           | 5           | 225         | 0           | 0           | 16       | 6        | 968      | 2        | 0        |
| # | Magyarország | FW    | Aubel Zsolt           | 26  | 5    | 1626 | 1   | 0    | 4           | 1           | 190         | 0           | 0           | 30       | 6        | 1816     | 1        | 0        |
| # | Jugoszlávia  | MF    | Bajic Djordje         | 16  | 2    | 741  | 3   | 0    | 2           | 0           | 135         | 0           | 0           | 17       | 2        | 875      | 3        | 0        |
| # | Magyarország | DF    | Balog Zoltán          | 12  | 0    | 1024 | 3   | 0    | 0           | 0           | 0           | 0           | 0           | 12       | 0        | 1024     | 3        | 0        |
| # | Magyarország | MF    | Bérczy Balázs         | 13  | 1    | 1136 | 1   | 0    | 0           | 0           | 0           | 0           | 0           | 13       | 1        | 1136     | 1        | 0        |
| # | Ukrajna      | DF    | Bondarenko, Oleksandr | 29  | 2    | 2433 | 4   | 1    | 2           | 0           | 180         | 0           | 0           | 31       | 2        | 2451     | 4        | 1        |
| # | Magyarország | FW    | Bozsik Levente        | 12  | 0    | 294  | 0   | 0    | 0           | 0           | 0           | 0           | 0           | 12       | 0        | 294      | 0        | 0        |
| # | Ukrajna      | MF    | Brovcenko, Viktor     | 13  | 1    | 975  | 6   | 1    | 3           | 0           | 180         | 0           | 0           | 16       | 1        | 1155     | 6        | 1        |
| # | Magyarország | MF    | Csillag Krisztián     | 26  | 0    | 1802 | 3   | 0    | 2           | 0           | 135         | 1           | 0           | 28       | 0        | 1955     | 4        | 0        |
| # | Magyarország | MF    | Détári Lajos          | 17  | 8    | 1523 | 1   | 0    | 0           | 0           | 0           | 0           | 0           | 17       | 8        | 1523     | 1        | 0        |
| # | Magyarország | MF    | Forrai Attila         | 10  | 0    | 760  | 3   | 0    | 0           | 0           | 0           | 0           | 0           | 10       | 0        | 760      | 3        | 0        |
| # | Magyarország | FW    | Füzesi Zsolt          | 4   | 0    | 133  | 0   | 0    | 0           | 0           | 0           | 0           | 0           | 4        | 0        | 133      | 0        | 0        |
| # | Magyarország | MF    | Füzi Krisztián        | 20  | 1    | 1323 | 4   | 2    | 3           | 0           | 225         | 0           | 0           | 23       | 1        | 1548     | 4        | 2        |
| # | Magyarország | DF    | Gelbmann Csaba        | 3   | 0    | 254  | 1   | 0    | 0           | 0           | 0           | 0           | 0           | 3        | 0        | 254      | 1        | 0        |
| # | Magyarország | DF    | Kertész János         | 1   | 0    | 68   | 0   | 1    | 0           | 0           | 0           | 0           | 0           | 1        | 0        | 68       | 0        | 1        |
| # | Magyarország | FW    | Kiss István           | 16  | 4    | 1274 | 2   | 0    | 4           | 0           | 270         | 0           | 0           | 20       | 4        | 1544     | 2        | 0        |
| # | Magyarország | GK    | Koszta János          | 22  | -29  | 1959 | 0   | 0    | 3           | -1          | 270         | 0           | 0           | 25       | -30      | 2229     | 0        | 0        |
| # | Magyarország | DF    | László Csaba          | 10  | 0    | 900  | 1   | 0    | 1           | 0           | 90          | 0           | 0           | 11       | 0        | 990      | 1        | 0        |
| # | Magyarország | MF    | Molnár Zoltán         | 11  | 0    | 871  | 1   | 0    | 3           | 0           | 270         | 0           | 0           | 14       | 0        | 1141     | 1        | 0        |
| # | Magyarország | GK    | Nagy Gábor            | 1   | -3   | 90   | 0   | 0    | 1           | 0           | 90          | 0           | 0           | 2        | -3       | 180      | 0        | 0        |
| # | Magyarország | FW    | Prokob Gábor          | 4   | 0    | 133  | 0   | 0    | 0           | 0           | 0           | 0           | 0           | 4        | 0        | 133      | 0        | 0        |
| # | Magyarország | MF    | Polonkai Attila       | 27  | 0    | 1552 | 3   | 0    | 2           | 0           | 135         | 0           | 0           | 29       | 0        | 1687     | 3        | 0        |
| # | Magyarország | DF    | Pomper Tibor          | 27  | 1    | 2035 | 3   | 1    | 3           | 0           | 270         | 0           | 0           | 30       | 1        | 2305     | 3        | 1        |
| # | Magyarország | FW    | Potemkin Károly       | 6   | 0    | 424  | 0   | 0    | 0           | 0           | 0           | 0           | 0           | 6        | 0        | 424      | 0        | 0        |
| # | Ukrajna      | DF    | Resko, Miroslav       | 15  | 1    | 1325 | 3   | 1    | 3           | 0           | 270         | 0           | 0           | 18       | 1        | 1595     | 3        | 1        |
| # | Magyarország | MF    | Rósa Dénes            | 13  | 4    | 899  | 1   | 1    | 0           | 0           | 0           | 0           | 0           | 13       | 4        | 899      | 1        | 1        |
| # | Magyarország | GK    | Rott Ferenc           | 12  | -19  | 1011 | 0   | 0    | 0           | 0           | 0           | 0           | 0           | 12       | -19      | 1011     | 0        | 0        |
| # | Magyarország | DF    | Szakos Csaba          | 12  | 0    | 963  | 2   | 0    | 2           | 0           | 180         | 0           | 0           | 14       | 0        | 1143     | 2        | 0        |
| # | Magyarország | DF    | Szaszovszky Ferenc    | 10  | 0    | 588  | 3   | 1    | 4           | 0           | 315         | 1           | 0           | 14       | 0        | 903      | 4        | 1        |
| # | Magyarország | FW    | Szegletes Szabolcs    | 8   | 0    | 233  | 0   | 0    | 4           | 0           | 260         | 0           | 0           | 12       | 0        | 493      | 0        | 0        |
| # | Magyarország | FW    | Szilágyi Gábor        | 12  | 0    | 468  | 2   | 0    | 0           | 0           | 0           | 0           | 0           | 12       | 0        | 468      | 2        | 0        |
| # | Románia      | MF    | Usvat, Daniel         | 26  | 3    | 2068 | 8   | 0    | 3           | 0           | 135         | 0           | 0           | 29       | 3        | 2203     | 8        | 0        |
| # | Magyarország | DF    | Vincze Zoltán         | 24  | 1    | 1906 | 5   | 1    | 2           | 0           | 135         | 0           | 0           | 26       | 1        | 2041     | 5        | 1        |

## Játékoskeretek

### PNB
| # |             | Poszt | Név                   |
| - | ----------- | ----- | --------------------- |
| # | magyar      | K     | Koszta János          |
| # | magyar      | K     | Nagy Gábor            |
| # | magyar      | K     | Rott Ferenc           |
| # | magyar      | V     | Balog Zoltán          |
| # | ukrán       | V     | Olekszandr Bondarenko |
| # | magyar      | V     | Gelbmann Csaba        |
| # | magyar      | V     | Kertész János         |
| # | magyar      | V     | László Csaba          |
| # | magyar      | V     | Pomper Tibor          |
| # | ukrán       | V     | Miroslav Resko        |
| # | magyar      | V     | Szakos Csaba          |
| # | magyar      | V     | Szaszovszky Ferenc    |
| # | magyar      | V     | Vincze Zoltán         |
| # | Jugoszlávia | KP    | Djordje Bajic         |
| # | magyar      | KP    | Bérczy Balázs         |
| # | ukrán       | KP    | Viktor Brovcenko      |

| # |        | Poszt | Név                |
| - | ------ | ----- | ------------------ |
| # | magyar | KP    | Csillag Krisztián  |
| # | magyar | KP    | Détári Lajos       |
| # | magyar | KP    | Forrai Attila      |
| # | magyar | KP    | Füzi Krisztián     |
| # | magyar | KP    | Molnár Zoltán      |
| # | magyar | KP    | Polonkai Attila    |
| # | magyar | KP    | Rósa Dénes         |
| # | román  | KP    | Daniel Usvat       |
| # | román  | CS    | Cătălin Anghel     |
| # | magyar | CS    | Prokob Gábor       |
| # | magyar | CS    | Bozsik Levente     |
| # | magyar | CS    | Füzesi Zsolt       |
| # | magyar | CS    | Kiss István        |
| # | magyar | CS    | Potemkin Károly    |
| # | magyar | CS    | Szegletes Szabolcs |
| # | magyar | CS    | Szilágyi Gábor     |

## Átigazolások
Nyári átigazolási időszak
| # |              | Poszt | Név                                            |
| - | ------------ | ----- | ---------------------------------------------- |
| # | Jugoszlávia  | KP    | Bajic, Djordje (az FK Radnički Ništől)         |
| # | Ukrajna      | KP    | Brovcenko, Viktor (a PFK Niva Vinnicjától)     |
| # | Magyarország | CS    | Füzesi Zsolt (a Stadler FCtől (megszűnt))      |
| # | Magyarország | V     | Kertész János (a Stadler FCtől (megszűnt))     |
| # | Magyarország | KP    | Molnár Zoltán (a Stadler FCtől (megszűnt))     |
| # | Magyarország | KP    | Polonkai Attila (visszatért a Szeged LCtől)    |
| # | Magyarország | K     | Nagy Gábor (a Stadler FCtől (megszűnt))        |
| # | Magyarország | V     | Pomper Tibor (visszatért a Ferencvárosi TCtől) |
| # | Ukrajna      | V     | Resko, Miroslav (a Stadler FCtől (megszűnt))   |
| # | Magyarország | V     | Szakos Csaba (a Miskolci VSCtől)               |
| # | Magyarország | V     | Szaszovszky Ferenc (a Pécsi MFCtől)            |
| # | Magyarország | CS    | Szegletes Szabolcs (a Veszprém LCtől)          |
| # | Magyarország | V     | Vincze Zoltán (a Stadler FCtől (megszűnt))     |

| # |              | Poszt | Név                                            |
| - | ------------ | ----- | ---------------------------------------------- |
| # | Jugoszlávia  | KP    | Bajic, Djordje (az FK Radnički Ništől)         |
| # | Ukrajna      | KP    | Brovcenko, Viktor (a PFK Niva Vinnicjától)     |
| # | Magyarország | CS    | Füzesi Zsolt (a Stadler FCtől (megszűnt))      |
| # | Magyarország | V     | Kertész János (a Stadler FCtől (megszűnt))     |
| # | Magyarország | KP    | Molnár Zoltán (a Stadler FCtől (megszűnt))     |
| # | Magyarország | KP    | Polonkai Attila (visszatért a Szeged LCtől)    |
| # | Magyarország | K     | Nagy Gábor (a Stadler FCtől (megszűnt))        |
| # | Magyarország | V     | Pomper Tibor (visszatért a Ferencvárosi TCtől) |
| # | Ukrajna      | V     | Resko, Miroslav (a Stadler FCtől (megszűnt))   |
| # | Magyarország | V     | Szakos Csaba (a Miskolci VSCtől)               |
| # | Magyarország | V     | Szaszovszky Ferenc (a Pécsi MFCtől)            |
| # | Magyarország | CS    | Szegletes Szabolcs (a Veszprém LCtől)          |
| # | Magyarország | V     | Vincze Zoltán (a Stadler FCtől (megszűnt))     |

| # |              | Poszt | Név                                      |
| - | ------------ | ----- | ---------------------------------------- |
| # | Magyarország | KP    | Bükszegi Zoltán (a Ferencvárosi TChez)   |
| # | Magyarország | KP    | Csiszár Ákos (a Győri ETO FChez)         |
| # | Magyarország | CS    | Csordás Csaba (az MTK Hungária FChez)    |
| # | Magyarország | KP    | Erős Károly (az MTK Hungária FChez)      |
| # | Magyarország | KP    | Farkas Balázs (a Marcali VSChez)         |
| # | Magyarország | V     | Farkas József (a Kiskunfélegyházi TKhoz) |
| # | Magyarország | V     | Forgács Péter (a Salgótarjáni BTChez)    |
| # | Magyarország | KP    | Füzi Ákos (a Ferencvárosi TChez)         |
| # | Magyarország | V     | Komlósi Ádám (az MTK Hungária FChez)     |
| # | Magyarország | CS    | Magyari Csaba (a Soproni VSEhez)         |
| # | Magyarország | KP    | Rósa Dénes (a Győri ETO FChez)           |
| # | Magyarország | V     | Sinkó Balázs (a Szolnoki MÁV FChez)      |
| # | Magyarország | KP    | Szín Imre (a Tiszakécskei FChez)         |
| # | Magyarország | K     | Varga Zoltán (a Tiszakécskei FChez)      |
| # | Magyarország | KP    | Zováth János (a Tiszakécskei FChez)      |

| # |              | Poszt | Név                                      |
| - | ------------ | ----- | ---------------------------------------- |
| # | Magyarország | KP    | Bükszegi Zoltán (a Ferencvárosi TChez)   |
| # | Magyarország | KP    | Csiszár Ákos (a Győri ETO FChez)         |
| # | Magyarország | CS    | Csordás Csaba (az MTK Hungária FChez)    |
| # | Magyarország | KP    | Erős Károly (az MTK Hungária FChez)      |
| # | Magyarország | KP    | Farkas Balázs (a Marcali VSChez)         |
| # | Magyarország | V     | Farkas József (a Kiskunfélegyházi TKhoz) |
| # | Magyarország | V     | Forgács Péter (a Salgótarjáni BTChez)    |
| # | Magyarország | KP    | Füzi Ákos (a Ferencvárosi TChez)         |
| # | Magyarország | V     | Komlósi Ádám (az MTK Hungária FChez)     |
| # | Magyarország | CS    | Magyari Csaba (a Soproni VSEhez)         |
| # | Magyarország | KP    | Rósa Dénes (a Győri ETO FChez)           |
| # | Magyarország | V     | Sinkó Balázs (a Szolnoki MÁV FChez)      |
| # | Magyarország | KP    | Szín Imre (a Tiszakécskei FChez)         |
| # | Magyarország | K     | Varga Zoltán (a Tiszakécskei FChez)      |
| # | Magyarország | KP    | Zováth János (a Tiszakécskei FChez)      |

Téli átigazolási időszak
| # |              | Poszt | Név                                               |
| - | ------------ | ----- | ------------------------------------------------- |
| # | Magyarország | KP    | Détári Lajos (a VSE St. Pöltentől)                |
| # | Magyarország | V     | Balog Zoltán (a Royal Antwerp FCtől)              |
| # | Magyarország | KP    | Bérczy Balázs (az Újpest FCtől)                   |
| # | Magyarország | KP    | Forrai Attila (a Gázszer FCtől)                   |
| # | Magyarország | KP    | Rósa Dénes (a Győri ETO FCtől)                    |
| # | Magyarország | CS    | Potemkin Károly (visszatért a Ferencvárosi TCtől) |
| # | Magyarország | K     | Rott Ferenc (a Kispest-Honvéd FCtől)              |

| # |              | Poszt | Név                                               |
| - | ------------ | ----- | ------------------------------------------------- |
| # | Magyarország | KP    | Détári Lajos (a VSE St. Pöltentől)                |
| # | Magyarország | V     | Balog Zoltán (a Royal Antwerp FCtől)              |
| # | Magyarország | KP    | Bérczy Balázs (az Újpest FCtől)                   |
| # | Magyarország | KP    | Forrai Attila (a Gázszer FCtől)                   |
| # | Magyarország | KP    | Rósa Dénes (a Győri ETO FCtől)                    |
| # | Magyarország | CS    | Potemkin Károly (visszatért a Ferencvárosi TCtől) |
| # | Magyarország | K     | Rott Ferenc (a Kispest-Honvéd FCtől)              |

| # |              | Poszt | Név                                      |
| - | ------------ | ----- | ---------------------------------------- |
| # | Ukrajna      | KP    | Brovcenko, Viktor (visszatért Ukrajnába) |
| # | Magyarország | V     | Kertész János (a Kiskőrösi FChez)        |
| # | Magyarország | CS    | Kiss István (a Videoton FC Fehérvárhoz)  |
| # | Magyarország | V     | László Csaba (a Videoton FC Fehérvárhoz) |
| # | Magyarország | KP    | Molnár Zoltán (a Kiskőrösi FChez)        |
| # | Magyarország | V     | Tóth László (a Soroksári TEhez)          |

| # |              | Poszt | Név                                      |
| - | ------------ | ----- | ---------------------------------------- |
| # | Ukrajna      | KP    | Brovcenko, Viktor (visszatért Ukrajnába) |
| # | Magyarország | V     | Kertész János (a Kiskőrösi FChez)        |
| # | Magyarország | CS    | Kiss István (a Videoton FC Fehérvárhoz)  |
| # | Magyarország | V     | László Csaba (a Videoton FC Fehérvárhoz) |
| # | Magyarország | KP    | Molnár Zoltán (a Kiskőrösi FChez)        |
| # | Magyarország | V     | Tóth László (a Soroksári TEhez)          |

## Házi góllövőlista
Utolsó frissítés: 1999. június 16.
| 8 gólos - Détári Lajos 5 gólos - Aubel Zsolt 4 gólos - Kiss István - Rósa Dénes 3 gólos - Usvat, Daniel 2 gólos - Bajic, Djordje - Bondarenko, Oleksandr 1 gólos - Anghel, Cătălin - Bérczy Balázs - Brovcenko, Viktor - Füzi Krisztián - Pomper Tibor - Resko, Miroslav - Vincze Zoltán |

| 5 gólos - Anghel, Cătălin 1 gólos - Aubel Zsolt |

| 12 gólos - Aubel Zsolt 10 gólos - Kiss István 9 gólos - Bozsik Levente 5 gólos - Cătălin Anghel - Pomper Tibor 4 gólos - Szegletes Szabolcs - Matics Gyula - Szilágyi Gábor 2 gólos - Peller János - Csordás Csaba - Bajic, Djordje - Usvat, Daniel - Bondarenko, Oleksandr - Füzi Krisztián - Csillag Krisztián 1 gólos - Kertész János - Szaszovszky Ferenc - Szakos Csaba - Brovcenko, Viktor - Filipovic, Vladan - Ferenczy Attila - Vincze Zoltán - Cseke István - Potemkin Károly - Grabar - Füzesi Zsolt |

| 17 gólos - Aubel Zsolt 14 gólos - Kiss István 11 gólos - Cătălin Anghel 9 gólos - Bozsik Levente 8 gólos - Détári Lajos 6 gólos - Pomper Tibor 5 gólos - Daniel Usvat 4 gólos - Rósa Dénes - Djordje Bajic - Oleksandr Bondarenko - Szegletes Szabolcs - Matics Gyula - Szilágyi Gábor 3 gólos - Füzi Krisztián 2 gólos - Brovcenko, Viktor - Vincze Zoltán - Peller János - Csordás Csaba - Csillag Krisztián 1 gólos - Bérczy Balázs - Resko, Miroslav - Kertész János - Szaszovszky Ferenc - Szakos Csaba - Filipovic, Vladan - Ferenczy Attila - Cseke István - Potemkin Károly - Grabar - Füzesi Zsolt |